# Аспра
Аспра или јаспра (грч. άσπρος: бел, ситан новац) синоним је за акчу, која је била сребрни турски новац који је вредео 3 паре. Такође је ситан новац у Египту, Алжиру и Тунису.
У крајевима под османском влашћу означавао је и новац уопште.